# William Dickey (Wasserspringer)
William Eugene „Billy“ Dickey (* 20. Oktober 1874 in New York City, New York; † 13. Mai 1944 in Saint Petersburg, Florida) war ein US-amerikanischer Wasserspringer.

## Erfolge
William Dickey war Mitglied im New York Athletic Club und nahm an den Olympischen Spielen 1904 in St. Louis im Kopfweitsprung teil. Bei dem Wettbewerb erzielte er eine Weite von 19,05 Metern, die im fünfköpfigen Teilnehmerfeld von keinem der Konkurrenten übertroffen wurden. Dickey gewann somit vor seinen Landsleuten Edgar Adams und Leo Goodwin die Goldmedaille und wurde Olympiasieger. Wie sein Bruder Percy, der jung starb, nahm Dickey außerdem an Schwimmwettbewerben teil.
In den späten 1900er-Jahren heiratete er Kathryn Pinckney Dickinson und lebte mit ihr 1910 in Manhattan. In dieser Zeit war Dickey als Ingenieur tätig. Während des Ersten Weltkriegs diente er auch in der US Navy als Ingenieur und wurde nach seinem Tod aufgrund seines Militärdienstes auf dem Nationalfriedhof Arlington begraben.